# Ярмовець
Ярмовець (словен. Jarmovec) — поселення в общині Шентюр, Савинський регіон, Словенія. 
Висота над рівнем моря: 292,3 м.